# Boulengerella maculata
Boulengerella maculata és una espècie de peix de la família dels ctenolúcids i de l'ordre dels caraciformes.

## Morfologia
- Els mascles poden assolir 31,9 cm de longitud total.
- Nombre de vèrtebres: 46-49.[4][5]

## Hàbitat
És un peix d'aigua dolça i de clima tropical (23 °C-27 °C).

## Distribució geogràfica
Es troba a Sud-amèrica: rius Amazones, Tocantins i Orinoco.